# Заборонені години
Заборонені години (англ. Forbidden Hours) — американська мелодрама режисера Гаррі Бомонта 1928 року.

## Сюжет
В європейському королівстві принца Михайла IV примушують, його радники, одружитися з молодою жінкою королівської крові. Проте, він відчув потяг до селянки.

## У ролях
- Рамон Новарро — Його Величність Михайло IV
- Рене Адоре — Марі де Флоріт
- Дороті Каммінг — королева Алексія
- Едвард Коннеллі — Прем'єр-міністр
- Рой Д'Арсі — герцог Нікі
- Мітці Каммінгс — принцеса Ена
- Альберта Вон — Ніна
- Моріс де Канонж — незначна роль